# Дингизильський сільський округ
Дингизи́льський сільський округ (каз. Дыңғызыл ауылдық округі, рос. Дынгызыльский сельский округ) — адміністративна одиниця у складі Курмангазинського району Атирауської області Казахстану. Адміністративний центр — село Жиланди.
Населення — 2340 осіб (2021; 2487 у 2009, 2583 у 1999, 2498 у 1989).
Станом на 1989 рік існувала Дингизильська сільська рада (села Жиланди, Кзил-Оба, Ортакир).

## Склад
До складу округу входять такі населені пункти:
| Населений пункт      | Колишні назви | Населення, осіб (1989) | Населення, осіб (1999) | Населення, осіб (2009) | Населення, осіб (2021) |
| -------------------- | ------------- | ---------------------- | ---------------------- | ---------------------- | ---------------------- |
| Жиланди, село        | -             | 2122                   | 1736                   | 1876                   | 1894                   |
| Гізата Аліпова, село | Кзил-Оба      | 363                    | 847                    | 611                    | 446                    |
| Ортакир, село        | -             | 13                     | -                      | -                      | -                      |